# 若森章孝
若森 章孝（わかもり ふみたか、1944年-　）は、日本のマルクス経済学者、関西大学名誉教授。
静岡県生まれ。1967年横浜国立大学経済学部卒、名古屋大学大学院経済学研究科修士課程修了。平田清明などの指導を受けた。
1971年関西大学経済学部助手に就任し関西大学大学院博士課程入学。指導教員は重田晃一。博士課程中退後、岡山大学助教授、関西大学経済学部助教授、教授。1984年から85年までフランスに留学しレギュラシオン理論を学ぶ。1994年著書『資本主義発展の政治経済学 接合理論からレギュラシオン理論へ』で関西大学経済学博士。2014年関西大学を定年退任。2023年、瑞宝中綬章受章。

## 著書
- 『資本主義発展の政治経済学 接合理論からレギュラシオン理論へ』関西大学出版部 1993
- 『レギュラシオンの政治経済学 21世紀を拓く社会=歴史認識』晃洋書房 1996
- 『新自由主義・国家・フレキシキュリティの最前線 グローバル化時代の政治経済学』晃洋書房 2013

### 共編著
- 『歴史としての資本主義 グローバリゼーションと近代認識の再考』松岡利道共編著 青木書店 1999
- 『入門・政治経済学』小池渺,森岡孝二共著 ミネルヴァ書房 2007
- 『EU経済統合の地域的次元 クロスボーダー・コーペレーションの最前線』八木紀一郎,清水耕一,長尾伸一共編著 ミネルヴァ書房 Minerva現代経済学叢書 2007
- 『食と環境 問われている日本のフードシステム』編著 晃洋書房  2008

### 翻訳
- ピーター・リムケコ,ブルース・マクファーレン編『周辺資本主義論争 従属論以後』岡田光正共訳 柘植書房(新TT選書) 1987
- アラン・リピエッツ『奇跡と幻影 世界的危機とNICS』井上泰夫共訳 新評論 1987
- ミシェル・アグリエッタ『資本主義のレギュラシオン理論 政治経済学の革新』山田鋭夫,大田一廣,海老塚明共訳 大村書店 1989
- アラン・リピエッツ『勇気ある選択 ポストフォーディズム・民主主義・エコロジー』藤原書店(レギュラシオン・ライブラリー)1990
- ピエール・エリティエ『オルタナティブエコノミーへの道 時短がひらく21世紀』監訳 大村書店 1991
- アラン・リピエッツ『ベルリンーバグダッドーリオ 冷戦後の世界経済と地球環境問題』若森文子,井上泰夫共訳 大村書店 1992
- アラン・リピエッツ『レギュラシオン理論の新展開 エコロジーと資本主義の将来』井上泰夫共編訳 大村書店 1993
- アラン・リピエッツ『緑の希望 政治的エコロジーの構想』若森文子共訳 社会評論社 1994
- エティエンヌ・バリバール,イマニュエル・ウォーラーステイン『人種・国民・階級 揺らぐアイデンティティ』須田文明,岡田光正,奥西達也共訳 大村書店 1995
- ミシェル・アグリエッタ『資本主義のレギュラシオン理論 政治経済学の革新』大田一広,山田鋭夫,海老塚明共訳 大村書店 2000
- ドミニク・メーダ『労働社会の終焉 経済学に挑む政治哲学』若森文子共訳 法政大学出版局 叢書・ウニベルシタス 2000
- アラン・リピエッツ『レギュラシオンの社会理論』監訳,若森文子訳 青木書店 社会学の思想 2002
- フランス緑の党『緑の政策宣言』若森文子共訳 緑風出版 2004
- G.M.ホジソン『経済学とユートピア 社会経済システムの制度主義分析』小池渺,森岡孝二共訳 ミネルヴァ書房 Minerva人文・社会科学叢書 2004
- M.アグリエッタ, B.ジェソップ『金融資本主義を超えて 金融優位から賃金生活者社会の再建へ』斉藤日出治共訳 晃洋書房 2009
- カール・ポランニー『市場社会と人間の自由 社会哲学論選』若森みどり、植村邦彦共編訳 大月書店 2012

## 論文
- ＜cinii 若森章孝